# ESIM
eSIM (Вбудована SIM-карта) — емуляція SIM-карти додатковою мікросхемою, яка додається безпосередньо в пристрій на етапі його виробництва. Інша назва: eUICC — вбудована універсальна ІСС-картка інтегральної мікросхеми. Мікросхема використовує той самий електричний інтерфейс, що й SIM-карти повного розміру, 2FF та 3FF.

## Характеристика
Технологія eSIM дозволяє зменшити простір, потрібний для звичайної SIM-картки, завдяки чому пристрої стають компактнішими. З пристрою прибираються інші деталі, потрібні для SIM-карток, зокрема лоток, слот, контактний майданчик тощо. Запаяний чип дозволяє підвищити надійність та безпеку пристроїв, їхню стійкість до вібрацій, ударів та вологи.
Існує три основні технології побудови eSIM:
- eUICC in TEE (Trusted Execution Environment) — це програмне рішення, в якому дані SIM-карти зберігаються в спеціальному блоці загальної пам'яті.
- eUICC in MFF2 або eUICC in Wafer Level Chip Scale (WLCSP) — використання спеціалізованої мікросхеми.
- iSIM або iUICC — використання вбудованого в CPU віртуальної SIM-карти

Асоціацією GSMA сертифіковане тільки MFF2 та WLCSP, які є спеціалізованими мікросхемами, в яких зберігається віртуальна SIM-карта.
Ця технологія дозволяє використовувати декілька номерів в одному телефоні. Абонент самостійно обирає в меню свого пристрою потрібний профіль, який активує записаний у ньому телефонний номер. Проте, існує певний ризик того, що насправді вибір користувача можуть контролювати виробники пристрою.
eSIM спрощує налаштування телефону, адже усуває потенційно небезпечну операцію — фізичну заміну SIM-картки. Якщо картку неправильно вставити, то можна пошкодити пристрій.
eSIM не може бути замінений, для внесення змін або використання профілю потрібно вводити пароль. Це суттєво ускладнює користування вкраденим телефоном та полегшує його виявлення.

## Історія
У листопаді 2010 року GSMA розпочала обговорення можливості програмної SIM-карти.
У березні 2012 року на засіданні Європейського інституту телекомунікаційних стандартів компанія Motorola зазначила, що eUICC орієнтований на промислові пристрої, тоді як Apple передбачала використання eSIM у споживчих продуктах.
Перша версія стандарту була опублікована в березні 2016 року, а друга — в листопаді 2016 року.
У лютому 2016 року Samsung випустила смарт-годинник Samsung Gear S2 Classic 3G, який став першим пристроєм з підтримкою eSIM.
У березні 2017 року під час Mobile World Congress компанія Qualcomm представила технічне рішення з живою демонстрацією, що включало апаратний чип Snapdragon та пов'язане з ним програмне забезпечення (захищені Java-додатки).
У вересні 2017 року Apple вперше представила підтримку eSIM у смарт-годиннику Apple Watch Series 3. У 2018 році ця технологія з'явилася в iPhone XS, iPhone XR та iPad Pro (3-го покоління). Першими моделями iPhone, що не мали слота для SIM-карт і працювали виключно з eSIM, стали iPhone 14 та iPhone 14 Pro, випущені у 2022 році. За межами США всі моделі iPhone продовжують підтримувати фізичні SIM-карти, проте iPad Air (6-го покоління), iPad Pro (7-го покоління) та iPad Mini (7-го покоління), анонсовані у 2024 році, працюють лише з eSIM.
У жовтні 2017 року Google представила Pixel 2 — перший смартфон із підтримкою eSIM, доступний через сервіс Google Fi Wireless. У 2018 році компанія випустила Pixel 3 і Pixel 3 XL, а в травні 2019 року — Pixel 3a і Pixel 3a XL з підтримкою eSIM для операторів, окрім Google Fi. У жовтні 2019 року вийшли Pixel 4 і Pixel 4 XL із підтримкою eSIM.
У 2020 році Motorola випустила складний смартфон Motorola Razr, який не мав фізичного слота для SIM-карти і працював лише з eSIM.
У липні 2018 року компанія Plintron реалізувала продукт eSIM4Things для Інтернету речей.
У грудні 2017 року Microsoft представила свій перший пристрій із підтримкою eSIM — Microsoft Surface Pro LTE. У 2018 році компанія також додала підтримку eSIM до операційної системи Windows 10.
Samsung постачала моделі Samsung Galaxy S21 та S20 у Північній Америці з апаратною підтримкою eSIM, проте без відповідного програмного забезпечення. Ця функція була активована в листопаді 2021 року з оновленням One UI версії 4.
У червні 2018 року Сінгапур ініціював громадські консультації щодо впровадження eSIM як нового стандарту.
Станом на 2024 рік у світі налічувалося понад 650 млн пристроїв із підтримкою eSIM і система міжнародного зв'язку була представлена комерційними компаніями Airalo, Saily, Maya, Ohayu.

## Підтримка
Технологію станом на кінець 2019 року — початок 2020 року підтримували деякі мобільні пристрої: iPhone Xs, iPhone Xs Max, iPhone XR, iPhone 11, iPhone 11 Pro, iPad Pro 12.9" (3-тє покоління), iPad Pro 11", iPad Air 10.5", iPad Mini 5, Google Pixel 4, Google Pixel 4 XL.

## В Україні
Першим в Україні підтримк eSIM анонсував 27 серпня 2019 року віртуальний оператор TravelSiM, але призначав естонські номери (+372).
Другим оператором з підтримкою eSIM став ТриМоб, який анонсував нову функцію 1 листопада 2019.
Мобільний оператор Lifecell почав підтримувати технологію eSIM з 15 листопада 2019.
27 липня 2020 року оператор Vodafone Україна запустив продаж eSIM.
У листопаді 2020 року Київстар запустив eSIM для абонентів передоплати.

## Підключення
Підключення eSIM-картки виконується наступним чином:
- придбати ваучер оператора (фізичний чи електронний), який містить QR-код;
- відсканувати мобільним пристроєм QR-код з ваучера;
- активувати функцію за допомоги підказок.